# Cay Sal
Cay Sal est l'île la plus grande de Cay Sal Bank, l'un des grands bancs des Bahamas. C'est le territoire le plus à l'ouest des Bahamas, appartenant administrativement au district de Bimini.  
Elle fait 1,600 m de long et elle est couverte de palmiers rabougris et marquée par plusieurs bâtiments délabrés se tenant sur sa côte ouest. En son centre, il y a un grand bassin de sel, généralement reconstitué par une mer agitée par des vents violents qui abordent l'îlot le long de son côté sud-ouest.
Elle se situe sur la côte nord de Cuba, séparée par le vieux canal de Bahama.
Les Bahamas ont passé un accord avec l'United States Coast Guard afin de survoler régulièrement Cay Sal et des autres caye du Cay Sal Bank  afin de rechercher des personnes éventuellement naufragées dans l'atoll.

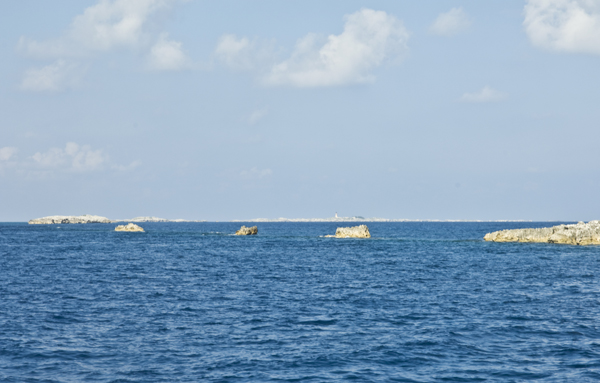